# Estación de Alcântara-Mar
La Estación Ferroviaria de Alcântara-Mar es una plataforma ferroviaria de la Línea de Cascaes, que sirve a la parroquia de Alcântara, en la ciudad de Lisboa, en Portugal; fue inaugurada, como parte del Ramal de Cascaes, el 6 de diciembre de 1890.

## Descripción

### Localización y accesos
Esta estación se encuentra junto a la Avenida de la Índia, en Lisboa.

### Vías y plataformas
En enero de 2011, tenía dos vías de circulación, ambas con 228 metros de longitud; las plataformas tenían 217 y 206 metros de extensión, y presentaban ambas 110 centímetros de altura.

### Servicios
Todos los convoyes de la línea de Cascaes efectúan parada y permiten la conexión a la línea de Cintura. Esta conexión se hacía, hasta 2008, por intermedio de un pasadizo elevado entre las estaciones de Alcântara-Mar y de Alcântara-Terra. Entre finales de 2008 y comienzos de 2009 este pasadizo fue desmantelado después de varios años sin ningún mantenimiento. En este año fue igualmente anunciada la unión, a través de túnel, a la estación de Alcântara-Terra con la posibilidad de que existan convoyes regulares.

#### Transportes Urbanos en Alcântara-Mar
Autobuses de Carris:
- 28 Restelo - Portela, vía Cais do Sodré
- 712 Alcântara Mar - Santa Apolónia, vía Marqués de Pombal

Cerca de la estación, con paradas en la Avenida 24 de julio:
- 201 Cais do Sodré - Linda-a-Velha, vía Belém
- 720 Calvário - Picheleira, vía Marqués de Pombal
- 732 Caselas - Marqués de Pombal, vía Muelle del Sodré
- 738 Alto de Santo Amaro - Quinta de los Barros, vía Hosp. Santa Maria
- 760 Gomes Freire - Ayuda, vía Alto de Santo Amaro y Restelo

 Eléctricos de Carris cerca de la estación, con paradas en la Avenida 24 de julio:
- 15 Plaza de la Figueira - Algés, vía Belém
- 18 Muelle del Sodré - Ayuda, vía Alto de Santo Amaro

 La red de comboios CP Urbanos de Lisboa sirven a las siguientes estaciones en su recorrido dentro de Lisboa:
- Cais do Sodré
- Santos
- Alcântara-Mar
- Belém

## Historia

### Inauguración
El Ramal de Cascaes llegó hasta Alcântara-Mar, viniendo de Pedrouços, el 6 de diciembre de 1890; la conexión hasta Alcântara-Terra, por el Ramal de Alcântara, abrió a la explotación el 10 de agosto de 1891.